# 長島會戰
長島會戰（英語：Battle of Long Island），或稱為布魯克林會戰（英語：Battle of Brooklyn），是美國獨立戰爭期間英國與美國之間第一場陸上會戰，亦是整場獨立戰爭最大規模的一場戰事。會戰發生於1776年8月27日紐約市對岸的長島布魯克林區。
1776年3月，波士頓戰役結束，英國從海路撤離波士頓。革命派與北美英軍的焦點隨即轉移到戰略重鎮紐約市。在喬治·華盛頓指揮下，大陸軍開始在曼哈頓島南部及布魯克林區佈防；而北美英軍總司令威廉·何奧則等待後方援軍，準備攻打紐約市。
1776年7月，何奧派軍登陸斯塔滕島，建立前沿基地。在接著一個月，英國正規軍人數陸續增加至32,000人，兼且擁有制海權；但美國一方卻只有約20,000名民兵，而且欠缺紀律。權衡形勢後，華盛頓將美軍主力調到曼哈頓，但仍留下10,000人守備布魯克林區的三座美軍要塞。
8月22日，何奧派軍登陸長島，攻打布魯克林。美軍起初打算施行邦克山戰役的戰術，據險守備英軍的正面攻勢。不料何奧在8月26日同時派軍繞道，攻打布魯克林前方山地的美軍側翼，成兩面夾攻之勢，迅即擊潰美軍。所幸前方山地的部隊及時拖延英軍，大部分美軍都安全撤回後方的布魯克林高地。不過英軍沒有追擊，反而部署圍城戰。結果華盛頓在運氣、黑夜與晨霧的幫助下，將布魯克林的軍隊與物資全數撤回對岸曼哈頓市。
英國雖然未能在長島會戰獲得全勝，但大陸軍仍然受到嚴重打擊，再加上曼哈頓島三面環水，又有哈德遜河在西面阻隔，華盛頓的大陸軍有被包圍殲滅之虞。

## 背景

### 前奏：由波士頓到紐約
1776年3月17日，英軍從海路撤出波士頓，波士頓之圍以大陸軍勝利告終。大陸軍總司令喬治·華盛頓擔心威廉·何奧可能會攻打紐約州重鎮紐約市，即時派出5隊步兵軍團到紐約市防守，同時保持警戒。
不過，何奧既沒有公佈艦隊去向，也沒有即時離開。3月20日晚，何奧派出工兵，將波士頓港口的威廉堡炸毀，一度造成恐慌；而英國艦隊則在21日早上現身，到波士頓南面的布倫特里下錨停泊。華盛頓開始擔心何奧只是佯裝撤退，可能會派兵繞道圍攻洛斯貝利，故此將波士頓交給副將彌敦內爾·格連管理，自己則到劍橋籌備軍務。接著一個星期，何奧的艦隊繼續停泊，動向仍然不明，連艦上的難民也甚為不解。要到3月27日，英國艦隊才向大海揚帆而去，並且前往哈利法克斯，等待更多援軍。
紐約市早在波士頓戰役期間，已被雙方視為必爭之地。1775年8月，邦克山戰役慘勝的消息傳抵英國，英國國會決定招募更多正規軍前往助戰，而北美英軍總司令湯馬士·蓋奇也被何奧取而代之。何奧上任後，先後在1775年10月及11月兩次向殖民地大臣達特茅斯伯爵寫信，指自己將會派英國的援軍攻佔紐約市。紐約可以停泊及維修越洋而來的英國軍艦，對將來英國的戰爭補給非常重要。
另外，紐約亦是戰略要地。由於紐約市正好位於哈德遜河的出海口，而哈德遜河的上游就是尚普蘭湖。只要蓋伊·卡爾頓帶領英屬魁北克省的軍隊南下紐約，便可將新英格蘭地區與南方叛亂省份切開，然後一舉消滅麻薩諸塞的叛亂。由於這項戰略需要英國陸軍與皇家英國海軍緊密合作，國會更刻意任命何奧的兄長何奧勳爵，前來指揮北美的海軍艦隊。
至於大陸軍方面，防守紐約市不但可破壞英國的戰略打算，還有重要的政治價值。紐約市為紐約一省之重鎮，但效忠派的實力卻與革命派不相伯仲。倘若紐約市失陷，則會對紐約全省的革命勢力構成沉重打擊，嚴重削弱革命的勢力。華盛頓感到革命不能失去紐約的支持，故此大陸議會雖未有指令防守紐約，華盛頓仍力主增兵該地。

### 美軍佈防：1776年1月至6月
1776年1月，華盛頓先派查理斯·李少將，到紐約組織康涅狄格民兵，並且建造防線。
當李在2月檢示形勢時，已指出紐約三面環水，擁有制海權的英軍可輕易攻佔整座城市。3月波士頓戰役結束後，華盛頓陸續把軍隊調到紐約，但建造防線的軍力仍然不足。當華盛頓在4月13日抵達紐約時，他察覺到大陸軍只有少於10,000人可以作戰，而且要防守一座易攻難守的城市。
1776年4月至6月期間，紐約的防備仍有缺陷。首先，大陸議會在3月及4月先後將約翰·沙利文及紐約10支軍團調到魁北克省，並下令再次攻打魁北克市，令到紐約防線進一步受削。這批軍隊在6月三河市之戰遭到英軍伏擊落敗，進而喪失蒙特利爾，更被逐回尚普蘭湖，只能據守提康德羅加堡。第二，紐約市的效忠派勢力強大，使大陸軍在招募民兵時經常受阻，就連紐約省自治議會也表示無能為力。當時效忠派擁有紐約市超過三分之二的土地，而且盤踞於曼哈頓島對岸的長島與斯塔滕島。第三，民兵紀律不佳，違抗命令與內部的地域摩擦時有發生，令到部署經常出現困難。
不論如何，李在2月仍然制訂了佈防方案，在曼哈頓島東南對岸、長島的布魯克林高地興建要塞。由於該處高地可俯視曼哈頓島，英軍必須先攻打布魯克林，才可安全攻佔紐約市。李打算迫使英軍強行攻堅，從而付出更沉重的人命代價，重演邦克山戰役的情況。由於李在3月被議會調到南卡羅萊納州，建造要塞改由斯特靈勳爵威廉·亞歷山大統籌，第一座要塞也因此命名為斯特靈堡（Fort Stirling）。
接著數個月，華盛頓派好友亨利·諾克斯及格連兩人建造更多要塞，包括普特南堡（Fort Putnam）、格連堡（Fort Greene）及博斯堡（Fort Box）。這三座堡壘在布魯克林高地由東向西連成一線，總共裝設了36門火炮，看守著登山道路。這條道路沿布魯克林高地向東南延伸，穿過濕地，通往貝福德鎮；貝福德鎮南方是橫貫東西的高旺高地（Heights of Gowan），猶如布魯克林的天然屏障。高旺高地為一片樹林，共有四條道路穿越，由東至西順序為牙買加山道（Jamaica Pass）、貝福德山道、富萊布殊山道及高旺努斯山道（Gowanus Pass），當中以牙買加山道最為偏僻遙遠。至於頑抗堡（Fort Defiance）則建於上紐約灣旁的岬角，阻止英軍派軍艦進入東河，繞到布魯克林後方攻擊。此外，大陸軍也在總督島及曼哈頓的舊喬治堡裝設火炮，以備攻擊英國軍艦。
最後，格連與諾克斯兩人不但監督工程進度，也到曼哈頓島其他地區巡視。6月兩人下令建造華盛頓堡及憲法堡（後來更名為李堡）。諾克斯同時說服華盛頓，將數百名沒有火槍的民兵交給自己訓練，再編為炮兵。

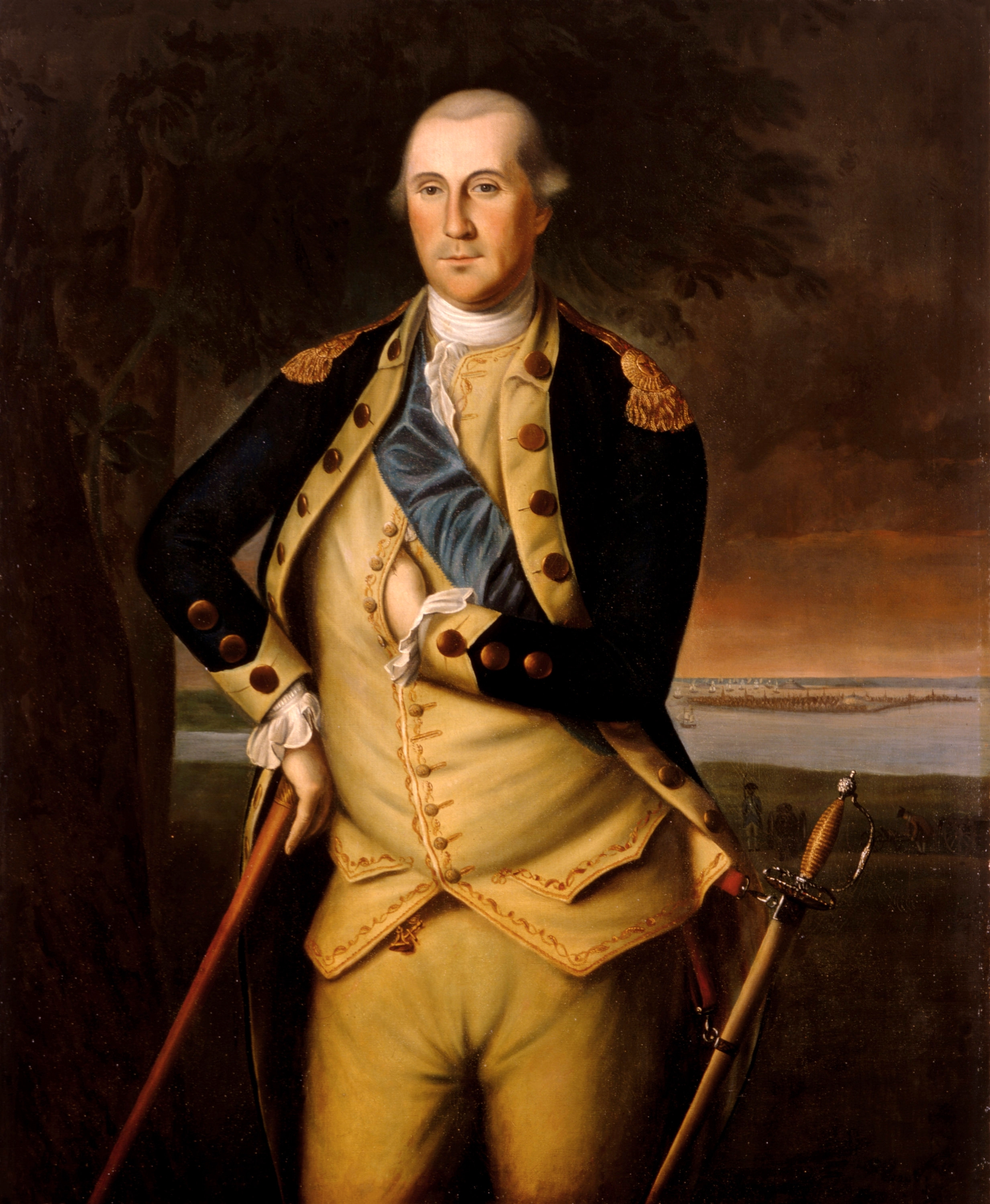
喬治·華盛頓畫像。波士頓戰役結束後，華盛頓出於政治考慮，派大陸軍駐防紐約，卻陷入嚴峻困境。
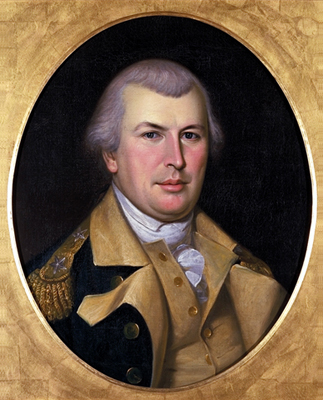
彌敦內爾·格連畫像。格連在1775年仍是二等民兵，但憑著優異的軍事才能，在1776年8月被拔擢為少將。不過格連在戰役前夕患上急病，未有參戰。
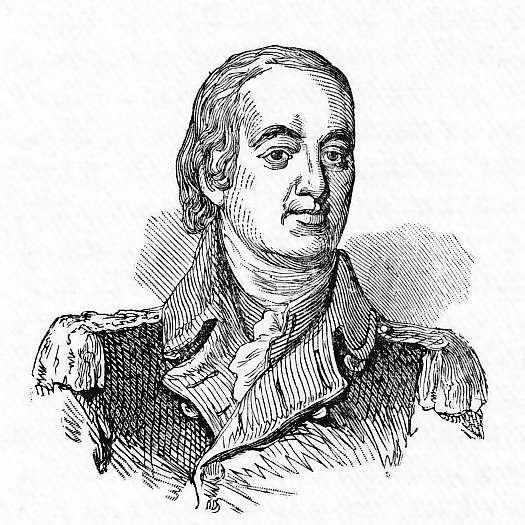
斯特靈勳爵威廉·亞歷山大畫像。第五代斯特靈伯爵死後絕嗣，亞歷山大曾經爭取為伯爵的後繼人，但被英國上議院否決。不過，亞歷山大仍然自稱為斯特靈勳爵，而其他美國將軍也如此尊稱其人。

### 英軍動員
英國在1775年8月得悉邦克山戰役之慘勝後，決定擴軍支援。何奧當時要求國會提供額外20,000名生力軍，不過英國的募軍卻未能滿足需求。到1775年12月，英國只招募了17,550名正規軍。這使英國被迫尋求外國傭兵協助。9月英國向俄羅斯帝國女皇葉卡捷琳娜二世商討，聘請20,000名俄羅斯士兵，但被葉卡捷琳娜婉拒。由於英國在過往已有聘用德意志士兵先例，故此英國轉為向德意志王侯求助。1776年1月，英國與不倫瑞克-沃爾芬比特爾及黑森-卡塞爾兩個公國簽訂協議，一共購買18,000名僱傭兵。這批士兵在美洲往往被簡稱為黑森傭兵。
1776年2月，英國殖民地部的平叛方案出爐。殖民地部向何奧提供12,000名黑森士兵、3,500名蘇格蘭高地士兵、及1,000名英國精銳衛兵。至於另外5,000名不倫瑞克士兵，則由約翰·伯戈因帶領增援魁北克市。在職務劃分上，新任殖民地大臣喬治·熱爾曼勳爵選擇將前線的戰略指揮權力下放，交由何奧兄弟自行決定，自己則主力負責籌辦補給。但與此同時，理查德·何奧又被任命為和平特使，可以向殖民地的叛黨作有條件的特赦。這項方案源於諾斯勳爵在1775年的和解辦法，但諾斯內閣的其他成員卻對此抱有疑問，認為不能奏效。

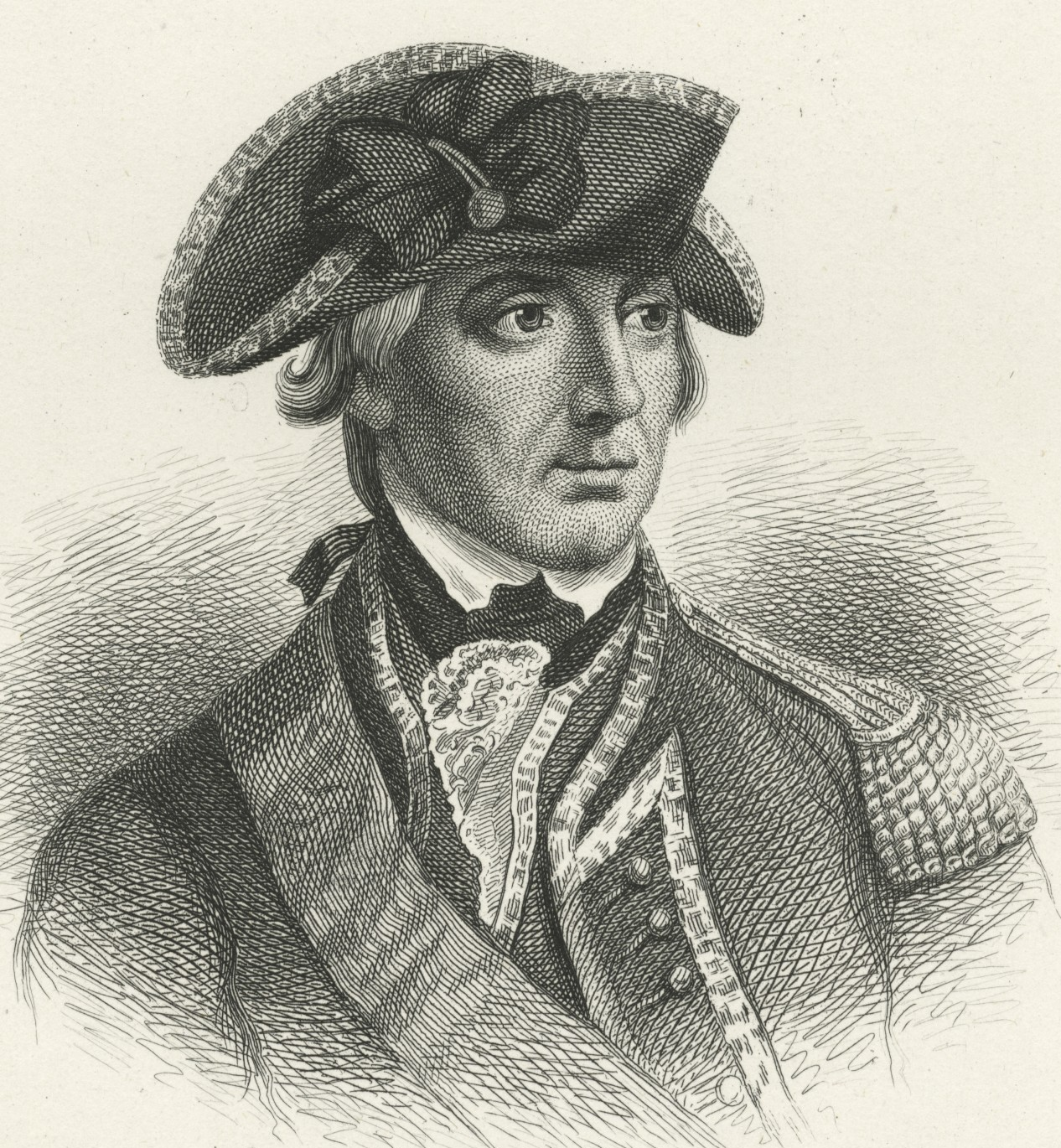
北美英軍總司令威廉·何奧畫像。何奧在撤離波士頓後，選擇在1776年夏季攻打紐約市。然而何奧在紐約及新澤西戰役期間，經常被批抨過於小心謹慎，使到美軍多次成功逃脫。
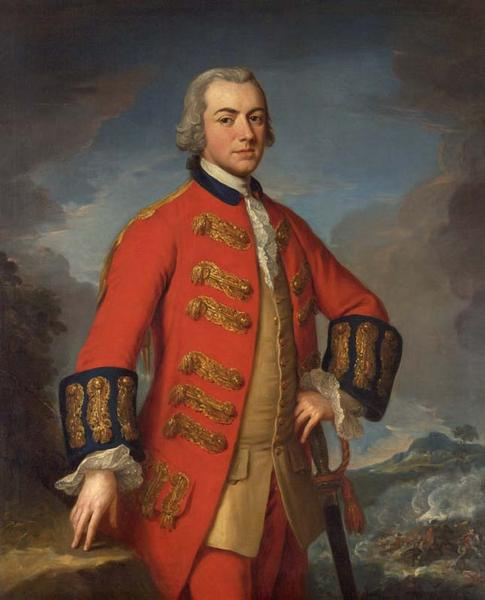
亨利·克林頓畫像。身為何奧的副手，克林頓經常與何奧意見相左。不過在長島戰役中，克林頓制訂了包抄美軍的方案，並且獲得何奧同意。
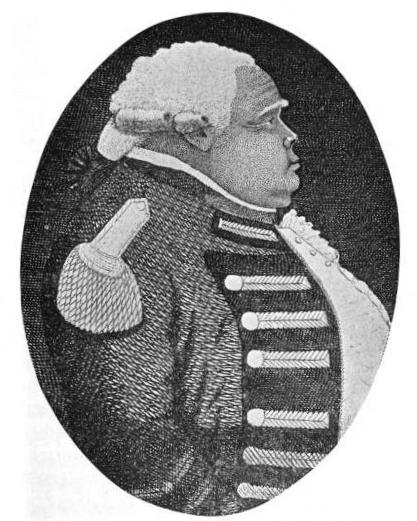
詹姆士·格蘭特畫像。格蘭特在長島會戰中，帶領英軍由西路進攻，並且與斯特靈勳爵的馬利蘭士兵激戰。

## 會戰前夕

### 英軍攻佔斯塔滕島

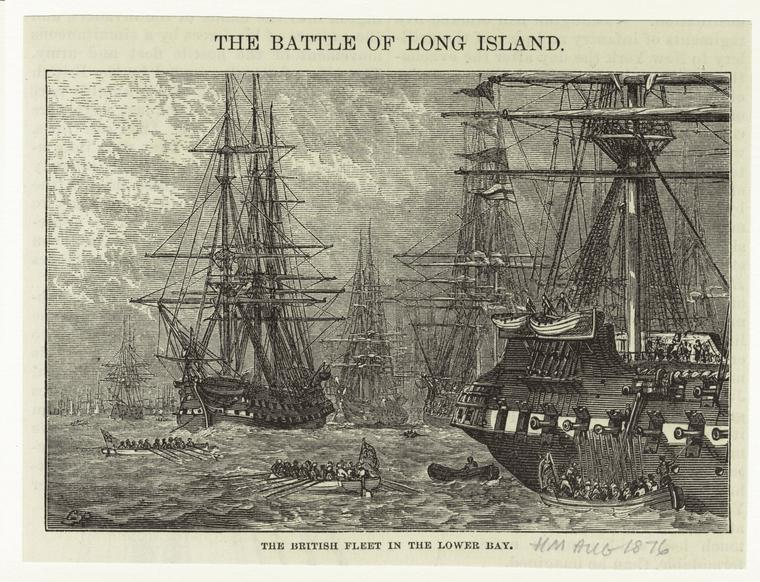
1776年6月29日，何奧的艦隊抵達下紐約灣，一度引起革命黨的恐慌。不久英軍便在效忠派的據點斯塔滕島登陸，建立前沿基地。

1776年5月初，英國的援軍開始抵達北美。6月9日，何奧兄弟乘坐艦隊離開哈利法克斯，啟程前往紐約。6月28日，華盛頓從快馬得悉英國艦隊即將抵達，下令軍隊加緊警備。6月29日早上，英國45艘軍艦在下紐約灣整齊停泊，其聲威一度在紐約引起恐慌。較先抵達的何奧將軍，起初打算直接在長島登陸，但看到布魯克林一帶的高地已經佈防，轉而在7月2日佔領斯塔滕島，繼續等待援軍。
大陸軍的士氣雖然稍為受挫，但當美國獨立宣言發佈的消息在7月6日傳抵紐約，革命派的情緒便為之一振。7月9日傍晚，美軍在公園聆聽講者宣讀美國獨立宣言時，一批革命派的暴民乘勢起哄，將喬治三世的騎馬銅像扯攔，然後將其熔解，製造子彈。
7月12日，何奧將軍派出兩艘軍艦進入哈德遜河，嘗試切斷美軍的補給線，並與曼哈頓一帶的炮台交火。英軍沒有人命損失，而美軍則有一門火炮因操作不善而爆炸，造成6人死亡。由於哈德遜河河口廣闊，華盛頓開始擔心英軍會在曼谷頓島西北面登陸，而人數不足的美軍根本不能兼顧整道防線。
不過，何奧將軍雖然有軍事優勢，卻沒有即時進攻。他繼續等待兄長何奧、亨利·克林頓及查爾斯·康沃利斯的援軍，但克林頓與康沃利斯卻剛剛在南卡羅萊納州的沙利民島戰役慘敗，損失不少時間。何奧兄弟為何有欠積極，仍是歷史學家議論不休的話題。
7月13日至20日期間，何奧將軍嘗試扮演和平使者的角色，發佈有限度的特赦令，並且兩次派人向華盛頓送信，要求進行和談。不過，這些信件的上款俱寫為「致華盛頓　先生」，而沒有稱之為「將軍」或者「總司令」。華盛頓與諸將商討後，認為這些上款有失美國身份，悉數予以回退。7月16日，何奧將軍派人傳達口訊，希望華盛頓可以與其副官面談，並且獲得華盛頓同意。
7月20日中午，英國軍官柏德遜上尉（James Patterson）抵達百老匯，與華盛頓會談。柏德遜再次送上何奧的書信，但信件的上款仍然是「致乔治·華盛頓先生，等等，等等。」（George Washington, Esq., etc., etc.），結果華盛頓拒絕接信。接著柏德遜提到何奧將軍有權力代表國會進行特赦，但華盛頓卻斷然回覆：
|  | 清白之人，無須特赦。吾人只是捍衛吾等無可爭議之權利。 Those who have committed no fault want no pardon. We are only defending what we deem our indisputable rights. |

會議最終不歡而散。但華盛頓的回覆，及後在美國廣為傳頌。

### 英軍登陸長島與雙方最後部署

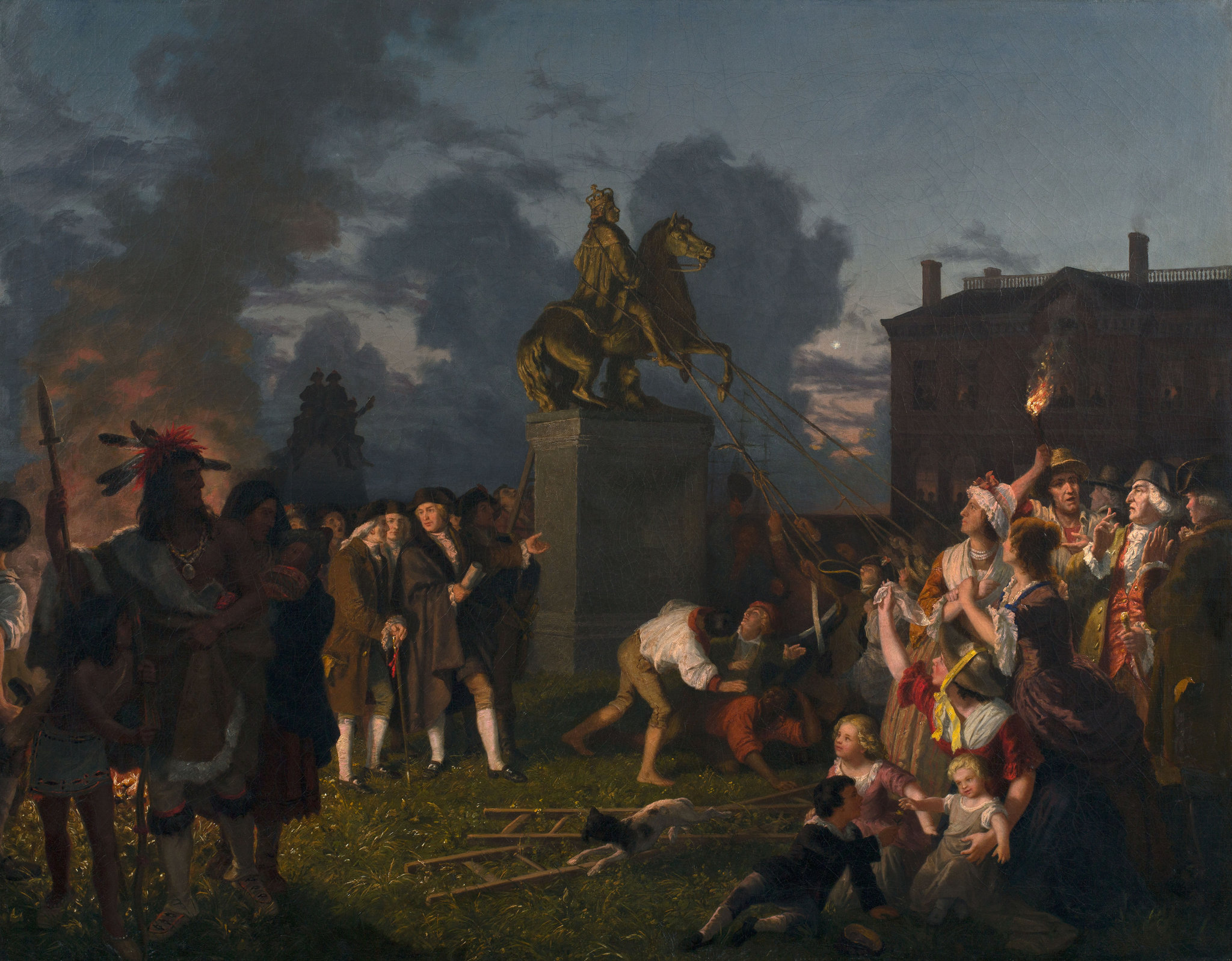
1776年7月9日，革命派的暴民在聆聽美國獨立宣言的宣讀後，將喬治三世的騎馬銅像扯攔。

8月1日，克林頓與康沃利斯的3,000名士兵抵達紐約，而英軍在8月12日又有額外11,000名士兵及僱傭兵增援，使英軍士兵增至32,000人。由於英軍人數甚多，足以同時攻打布魯克林及曼哈頓，使得華盛頓難以估計英軍動向。格連及從軍秘書約瑟·李德都認為英軍將會攻打長島，但華盛頓恐怕英軍的真正目標是曼哈頓島，決定將約23,000人的軍隊分開，主力防守曼哈頓島，只留下4,500人防守布魯克林及高旺高地。
8月22日早上，克林頓與康沃利斯帶領先鋒4,000人，在長島南部登陸。戍守的少量美軍銷毀牲畜房屋後，撤回北面高地。正午時分，英軍已有15,000人登陸，並且獲得數百名效忠派居民迎接。康沃利斯派先鋒部隊向前部署，並且佔領了富萊布殊村。
接著數日，英國與美國各自作出最後部署。在美國方面，華盛頓雖在即日已經得悉英軍登陸長島，但以為英軍只有8,000至9,000人。華盛頓因此更相信英軍的真正目標是曼谷頓島，所以只派出額外1,500人到長島，令該處守軍在當日增至6,000人。
另外，華盛頓也兩次在陣前易帥。首先，格連少將患上急病，到8月20日病情惡化，逼使華盛頓將格連送回曼哈頓治療，而委派約翰·沙利文少將暫時代替。沙利文在加拿大戰役落敗後，剛剛調到紐約戰場，但他對附近的地形全無認識。 8月24日，華盛頓改為任命以色列·普特南指揮布魯克林高地要塞。然而華盛頓很快便察覺自己用人不當。普特南帶領6個步兵軍團抵達布魯克林後，雖然使整體士兵增至約10,000人，卻完全放縱軍紀，結果士兵經常胡亂開火，追逐嬉戲，營伍更為不修。稍後華盛頓巡視布魯克林後，更要當面責令普特南恢復秩序。
最後，華盛頓匆忙派人守備高旺高地。他指派斯特靈勳爵帶領500人，守備最西面的高旺努斯山道；沙利文帶領1,000人，防守中央的富萊布殊山道；塞繆爾·邁爾斯上尉帶800人，守備貝福德山道；3,000名新兵在後方山嶺待命；最後普特南的6,000人留守布魯克林山地要塞。至於東面的牙買加山道（Jamaica Pass）雖然狹窄易守，卻廢棄多時。華盛頓等人都忽視了該條山道，各人的命令狀完全沒有予以提及。美軍只派出5名騎馬哨兵防守該地。
至於英軍方面，克林頓在登陸當日，已從效忠派居民得悉有牙買加山道一事。當日克林頓與威廉·厄斯金爵士到前線巡視後，即時撰寫了進攻方案。克林頓建議何奧派主力部隊通過牙買加山道，由東面包抄高旺高地的美國駐軍；其他英國部隊則在高旺高地正面攻擊，拖延時間，等待包抄時機。
克林頓的方案經厄斯金傳達何奧。8月26日何奧批准方案，並下令克林頓準備在當晚出征。何奧派克林頓的輕步兵為前鋒，而康沃利斯、何奧及珀西伯爵則緊隨其後，整支包抄部隊人數達10,000人。最後，利奧波德·菲力·馮·海斯特帶5,000名黑森-卡塞爾僱傭兵，由正面攻打富萊布殊山道；詹姆士·格蘭特另外帶5,000名英國及德意志士兵，攻打西面的高旺努斯山道。海斯特及格蘭將等待何奧的信號，才全力進攻。何奧刻意把進攻方案加以保密，只有最高級將軍方能得悉。

## 會戰爆發

### 東路包抄：英軍夜行牙買加山道

長島會戰的軍隊動向圖。

8月26日晚上，英國的包抄部隊開始在漆黑中緩緩行軍，完全依靠3名效忠派農夫在前方帶路。8月27日凌晨2時，先鋒部隊抵達牙買加山道入口，並且強行徵召了一座旅館的父子充當嚮導。約莫10分鐘後，英軍遭遇了美軍的5名哨兵，但美軍卻誤以為是友方軍隊，而徑自前來會合，結果被英軍俘虜。克林頓加以盤問5人後，確定前路並無美軍防守，安心向前行軍。
由於牙買加山道狹窄，後方的英軍經常要停下為火炮及物資車隊開路，花費不少時間體力。到日出時分，克林頓的輕步兵抵達貝福德鎮外圍，並在長草地伏下休息，等待何奧的部隊追上。駐守貝福德山道的邁爾斯，曾經派軍攻打何奧的後衛，但很快就被擊潰，邁爾斯也遭到俘虜。殘餘美軍後來輾轉逃回布魯克林。
上午9時，克林頓下令兩門重型火炮開火，發出兩響信號炮聲，然後下令包抄部隊推進。華盛頓在上午9時也得悉英軍的目標是在長島，由曼哈頓派出更多援軍，並在布魯克林山地上觀戰。

### 西面佯攻：戰鬥山之戰
格蘭特本應在日出後攻打高旺努斯山道，但他在半夜臨時決定發動佯攻。當何奧等人仍在翻越牙買加山道時，格蘭特在27日半夜派出300名步兵，打算滋擾美軍陣地。這批步兵在高旺努斯山道前遭遇少量美軍守兵，並且在短時間內將之擊潰。
普特南在半夜3時得悉格蘭特發動進攻，慌忙趕到高旺努斯山道，命令斯特靈勳爵帶兵迎擊。斯特靈勳爵的1,600人向前移動不久，便看到英軍步兵列陣而來，雙方以火炮及火槍互相攻擊，並在戰鬥山一地激戰連場。由於美軍到日出後仍能抵擋英國攻勢，且誤以為英軍已經派出全部軍隊，一度相信勝利已經在望。

### 正面攻擊：富萊布殊山道之戰
另一方面，海斯特在日出前已開始炮擊沙利文的防線，但一直沒有推進。由於西面的戰鬥山正在激戰，沙利文調走部分守兵前往支援，令到中央的防禦更加薄弱。上午9時，沙利文猛然聽到左翼的貝福德傳來炮聲，然後看到海斯特的黑森傭兵即時向前推進，才發現自己已經遭到包圍。
雖然美軍擁有地形優勢，使得正面及包抄的英軍俱有多人死傷，但畢竟寡不敵眾。海斯特的黑森士兵裝上長刺刀後，向美軍駐守的山丘衝鋒，使沒有刺刀的美軍死傷慘重。無法逃走的士兵幾乎全數向黑森士兵投降，而逃走的士兵則遭到克林頓的英軍從側翼射擊。沙利文下令美軍突圍撤退，並親自到前線監督，成功協助數百人逃出英軍包圍網。不過沙利文自己卻因此被英軍俘虜。當時已經為上午10時。

### 西面攻擊：科特柳大宅之戰與「馬利蘭州四百死士」

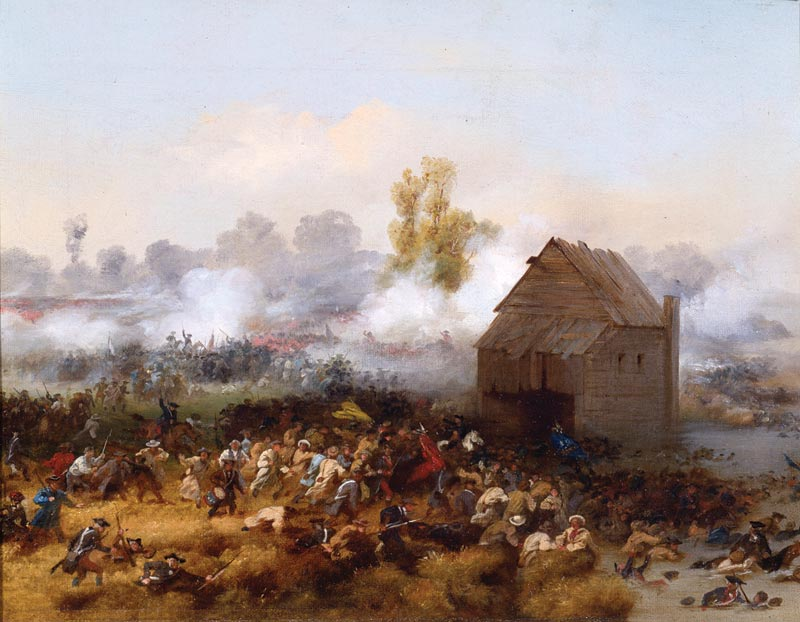
斯特靈勳爵帶領「馬利蘭州四百死士」拖延英軍。繪於1858年。

當沙利文的軍隊潰退之時，西面的斯特靈勳爵卻毫不知情。美軍仍然守住格蘭特的攻勢，而且格蘭特的陣列更稍為退後。事實上格蘭特正等待海路而來的2,000名皇家海軍陸戰隊增援，以及海斯特的黑森士兵從右面包抄。
上午11時，格蘭特發動猛攻，並獲得東面的黑森士兵援助，美軍即時陷入危機。當斯特靈勳爵下令部隊撤離高旺納斯山地時，英軍已經魚貫湧上山路，而康沃利斯的包抄軍隊也堵塞了退路，只有布魯克林與高旺納斯之間一條狹窄濕地可以通行。
眼見情勢危機，斯特靈勳爵下令全軍穿過濕地撤退，自己則與超過260名馬利蘭州士兵殿後。為拖延英軍，斯特靈勳爵把步兵配置於科特柳大宅（今日布魯克林區老石屋），然後六次向迫近的英軍正面進攻，為身陷泥沼的美軍爭取時間。結果馬利蘭士兵幾乎全軍覆沒，共有256人在大宅前戰死，只有10人在次日早上潛回布魯克林。率先衝鋒的斯特靈勳爵雖然生還，但又不想向英軍投降，最後衝破包圍的英軍火網，向黑森士兵投降，其時為下午2時。這批馬利蘭士兵後來被尊稱為「馬利蘭州四百死士」，並世代受到紀念。

### 英軍停止追擊與美軍撤回曼哈頓

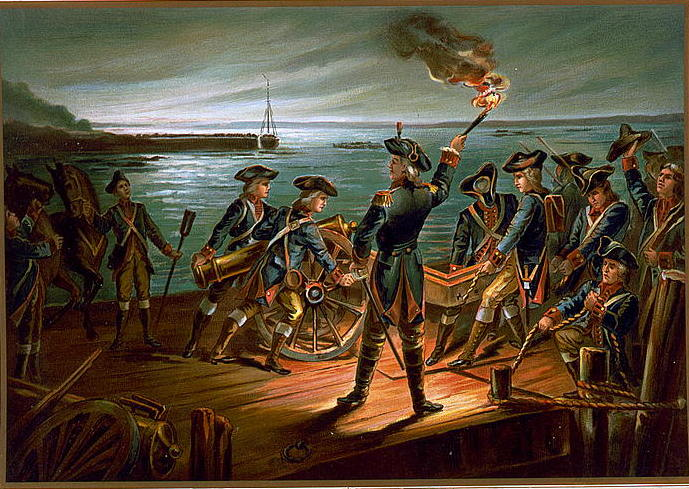
1776年8月28日晚，美軍帶同傷兵、物資與武器，由布魯克林撤回曼哈頓。英軍在當晚風向改變後，並沒有派軍艦到東河封阻退路，使美軍得以全部安全離開。

8月27日下午，布魯克林高地外的美軍已經潰退，但何奧卻下令停止追擊，令到士氣大振的英軍極度失望，以至何奧要多次重覆指令。下午雙方繼續隔空開炮，但沒有接戰。何奧的決定後來備受非議，批評者多指英軍乘勝追擊可以擴大戰果。然而何奧一直以邦克山戰役的慘勝為戒，故此只下令士兵準備圍城，包圍狹窄的布魯克林高地。克林頓後來向國會作證時，雖然同意美軍可能會在追擊落敗，但也指出英軍沒有攻陷布魯克林的必勝把握，而他自己也會下令停止追擊。8月28日，紐約市受風暴吹襲，颳起強烈東北風及暴雨，使何奧中將的軍艦屢次無法進入東河，封阻美軍的水上退路。
至於美軍方面，華盛頓在8月28日早上仍未察覺到危險，下令曼哈頓增派更多軍隊到布魯克林。幸好抵埗不久的湯馬士·密夫林准將請纓到前線偵察，並收到英軍將在晚上圍攻布魯克林的不實情報，隨即勸告華盛頓撤退。
8月28日下午，華盛頓趕忙準備撤退。他先向身在布朗克斯的威廉·海夫少將送信，要他盡快徵用所有可用船隻，並在當晚駛到布魯克林。下午4時，華盛頓召開軍事會議，商討撤退程序。會上密夫林再次請纓，由自己的賓夕法尼亞州步兵留守布魯克林，盡力拖延英軍的「夜襲」。為免影響士氣，華盛頓下令士兵收拾全部物資，預備「夜襲」英軍。
晚上9時，美軍的撤退行動開始，海夫徵集的小船在漆黑中穿越洶湧的潮水，往返曼哈頓及布魯克林的碼頭。美軍雖然一直以秩序散亂見稱，而且人數有近9,000人，但在撤退時卻井然有序。所有士兵都遵從華盛頓的指令，全程保持安靜。至於密夫林則在布魯克林山地點起營火，迷惑英軍。晚上11時，東北風戛然而止，但英軍並沒有在半夜派軍艦北上，錯失大好時機。
8月29日，美軍再次受到幸運眷顧。首先，美軍因船艦不足，撤退進度非常緩慢。然而破曉前夕，紐約市竟然升起濃霧，到日出之後仍然未有消散，為美軍提供了必須的掩護。第二，密夫林雖然收到錯誤指令，一度將全軍撤離布魯克林，但英軍竟然沒有察覺。結果密夫林遇到華盛頓後，還有時間趕回布魯克林高地防守。上午7時，最後一批美軍亦安全撤走。

## 後續影響
8月29日早上8時，濃霧逐漸散去，布魯克林山地空無一人，正在圍城的英軍完全始料不及。格蘭特、珀西伯爵、何奧及克林頓等人，更對美軍巧妙的撤退大為讚賞。整體而言，英國的將軍對勝果仍然滿意，認為叛黨經此大敗，很快便會瓦解。克林頓雖然對何奧沒有追擊非常不滿，但他自己也向家人寫書，估計戰爭在年底前便會結束。其他軍官則批評何奧沒有在28日晚派軍艦進入東河戒備，使美軍可以連同物資全數逃走。
至於美軍方面，正如何奧等人所料，大陸軍士氣因長島之敗而嚴重受挫。縱然華盛頓在指揮撤退上表現出色，但在戰術部署上卻連番失誤，受到不少軍官質疑，部分士兵更乘機離去。最後，美軍雖然成功撤回曼哈頓島，但卻陷入戰略被動。何奧可以輕易發揮水上優勢，由曼哈頓島後方包抄，屆時美軍將無路可逃。這使華盛頓最終要放棄防守紐約，並承受其對美國革命的壞影響。